# Cyperus malaccensis
Cyperus malaccensis är en halvgräsart som beskrevs av Jean-Baptiste de Lamarck. Cyperus malaccensis ingår i släktet papyrusar, och familjen halvgräs.

## Underarter
Arten delas in i följande underarter:
- C. m. malaccensis
- C. m. monophyllus

## Bildgalleri

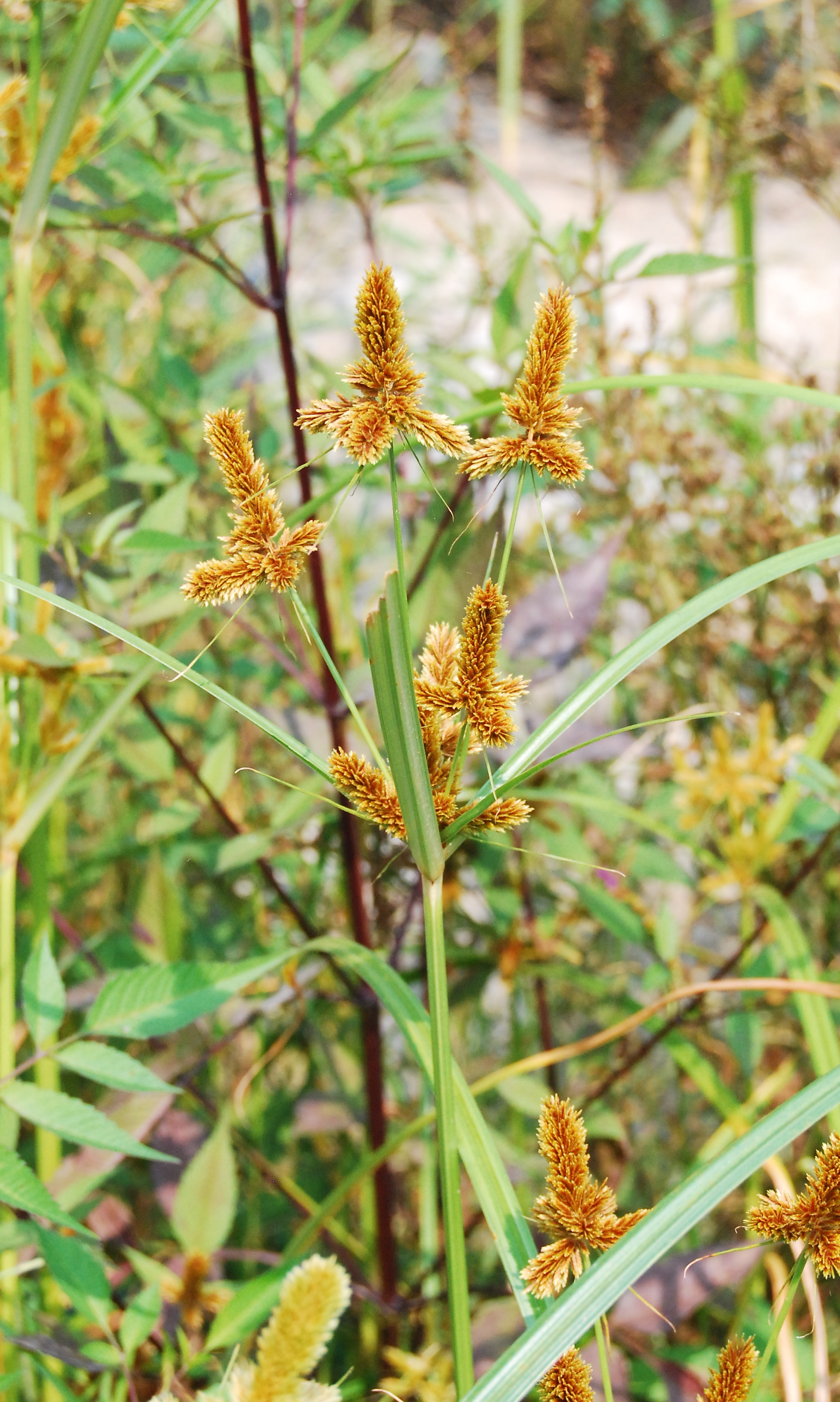
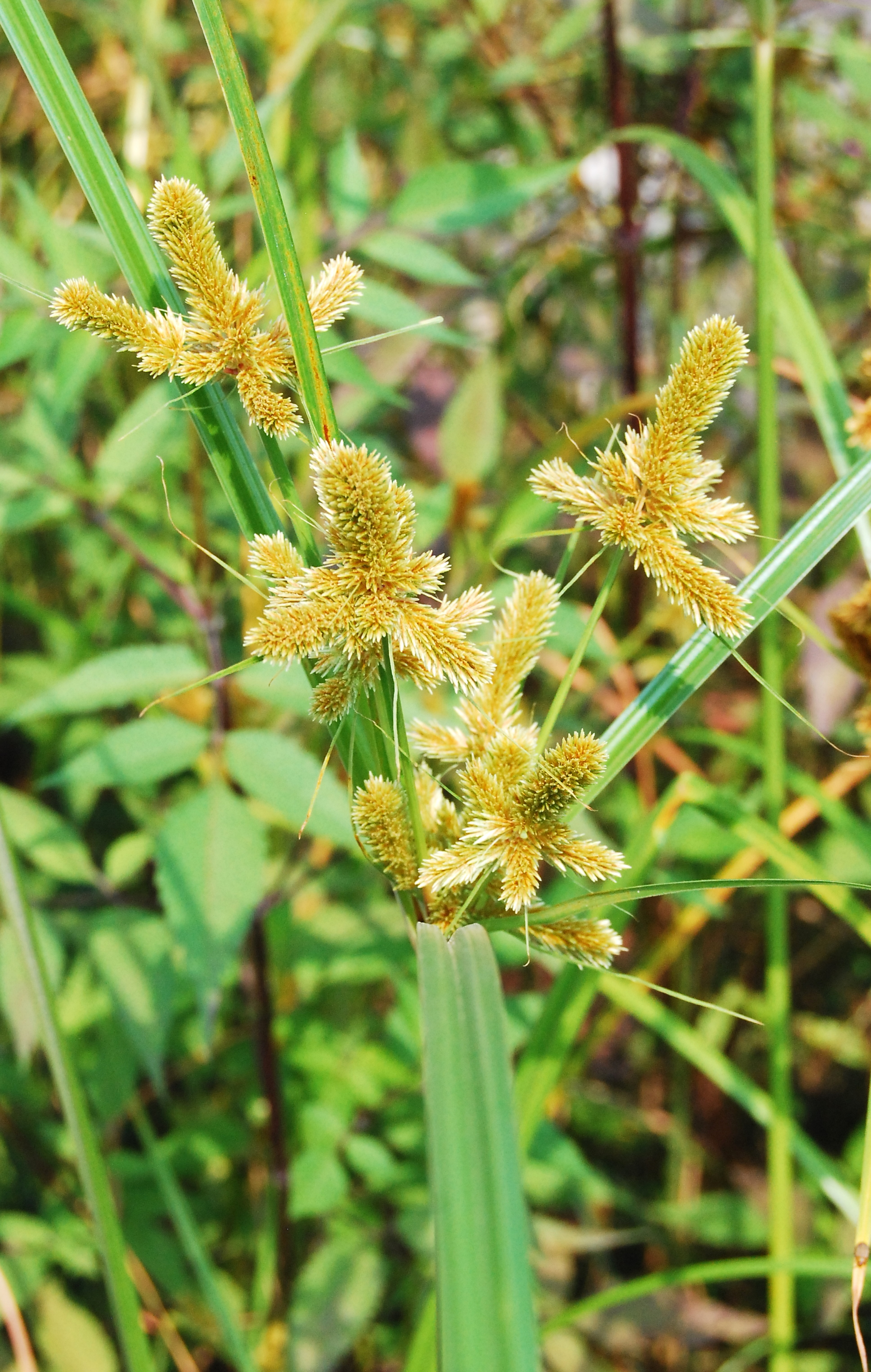